# لیونل منسانو
لیونل منسانو (اسپانیایی: Leonel Manzano‎) دونده نیمه استقامت مکزیکی - آمریکایی است. از افتخارات وی میتوان به کسب مدال نقره دو ۱۵۰۰ متر در بازی‌های المپیک تابستانی ۲۰۱۲ اشاره کرد.